# Lern- und Ausbildungszentrum (Ingolstadt)

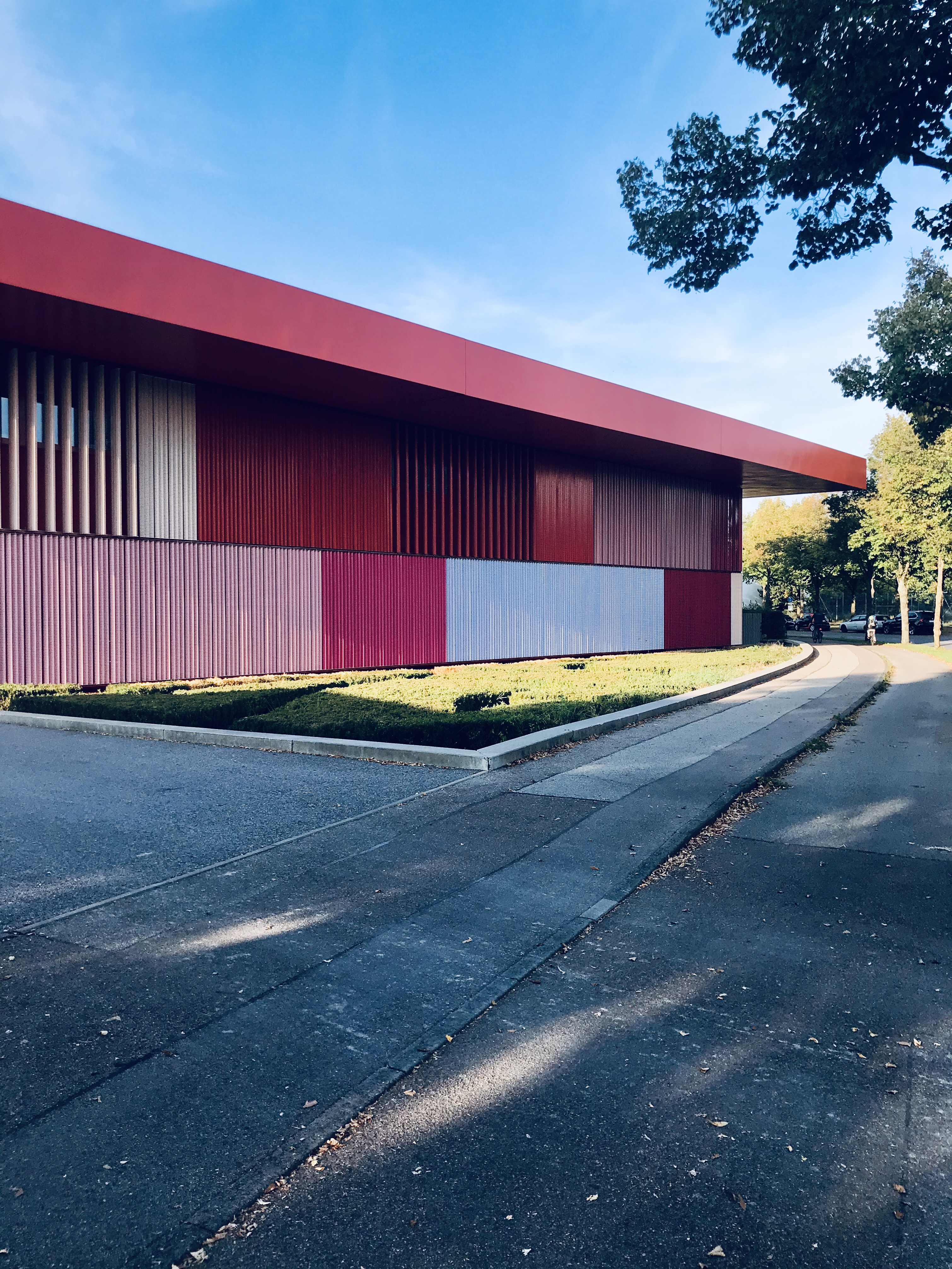
Lern- und Ausbildungszentrum Ingolstadt, Südfassade

Das Lern- und Ausbildungszentrum der Lebenshilfe Ingolstadt wurde 2004 nach Plänen des Eichstätter Architekturbüros Diezinger & Kramer errichtet.

## Lage
Das Ausbildungszentrum befindet sich nordwestlich der Altstadt Ingolstadt in Nähe zu der Siedlung Permoserstraße in der Permoserstraße 84.

## Geschichte und Architektur
Das Lernzentrum ist allseitig von einer heterogenen Bebauung umschlossen. Ein kompakter zweigeschossiger Baukörper stellt sich auf das kleine Grundstück, der zusammen mit dem weit ausladenden Dach einen Orientierungspunkt in einer unattraktiven Umgebung schafft. Der Innenhof im Zentrum dient als Ruheort für die Auszubildenden. Die Beziehung zwischen innen und außen ist durch die Lamellenfassade gekennzeichnet. Diese Fassade übernimmt mehrere Funktionen: Sonnen- und Blendschutz, Wartungssteg, Vorhang und Blickschutz. Ringartig sind die Werkstätten um den Innenhof gruppiert. Die Außenanlagen wurden von dem Ingolstädter Landschaftsarchitekten Wolfgang Weinzierl entworfen. Der Münchner Architekturfotograf Stefan Müller-Naumann dokumentierte das Bauwerk fotografisch.

## Projektbeteiligte
- Architekt: Diezinger & Kramer
- Landschaftsarchitekt: Wolfgang Weinzierl
- Bauingenieur: Johann Grad
- Farbdesign: Herbert Kopp
- Bauherr: Lebenshilfe Werkstätten der Region 10 GmbH
- Fotograf: Stefan Müller-Naumann

## Preise
- 2005: Anerkennung – Deutscher Architekturpreis